# Louis-Albin Thériault
Louis-Albin Thériault, né le 18 février 1871 et mort le 7 mai 1953 à Havre-aux-Maisons, est un homme politique québécois.